# Iberoneta nasewoa
Iberoneta nasewoa is een spinnensoort in de taxonomische indeling van de hangmatspinnen (Linyphiidae).
Het dier behoort tot het geslacht Iberoneta. De wetenschappelijke naam van de soort werd voor het eerst geldig gepubliceerd in 1984 door Christa L. Deeleman-Reinhold.